# 撒拉

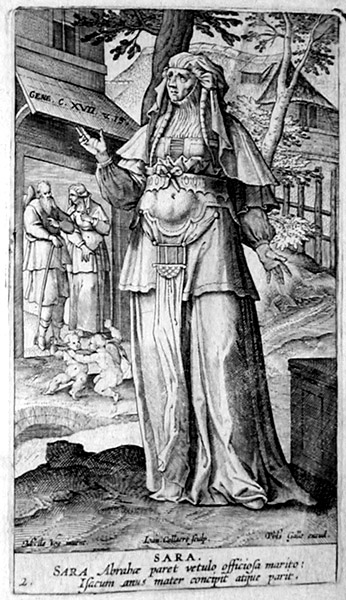
撒拉

撒拉，或稱撒辣是亚伯拉罕（古兰经中称为易卜拉欣）的妻子，以撒的母亲，记载在圣经·创世纪和古兰经中。
撒拉本名撒莱（天主教通譯：撒辣依），后来耶和华赐名给她撒拉，意：多国之母。撒拉一词在希伯来语中的原意是“公主”。她也是亚伯拉罕的同父异母的妹妹，后来嫁给亚伯拉罕为妻。撒拉90岁生下以撒，以撒的后裔就是希伯来人。

## 圣经记载
撒拉原来的名字称为撒莱（希伯来语：/），她结婚时丈夫名为亚伯兰，他们住在哈兰城。这时耶和华呼召亚伯兰离开家乡，去到一个不知道的地方（后来证实是迦南）。亚伯兰带着侄儿罗得和撒莱一同前去。不过，当他们到达时遇见了饥荒，于是逃荒到埃及。亚伯兰担忧撒莱的美丽会给他带来危险，没有公开他们真实的关系，谎称撒莱是她的妹妹。因此法老将撒莱带进王宫，赠送给亚伯兰许多财物。然而耶和华降严重的灾祸给法老和他的全家，于是法老怀疑起事实的真相，他责备亚伯兰并吩咐他把妻子带走。根据犹太人的传说，法老被亚伯兰的行为感动，将夏甲送给撒莱作使女。
这时耶和华应许亚伯兰要成为多国的父，而撒莱这时还没有生孩子。为了帮助丈夫实现自己的命运，撒莱将自己的埃及使女夏甲给丈夫作妾。夏甲很快怀了孕，开始轻视女主人，撒莱向丈夫诉苦，亚伯兰回答说他可以任意对待夏甲。撒莱苦待夏甲，迫使她逃到沙漠。夏甲在沙漠遇见一位天使，告诉她她的后裔极其繁多，鼓励她回到女主人那里。夏甲回去以后，生下了儿子以实玛利。
以实玛利13岁那年，耶和华与亚伯兰以割礼为约。那年亚伯兰罕99岁，他和以实玛利一同行割礼。耶和华赐名亚伯兰为亚伯拉罕，他的妻子撒莱为撒拉。

## 应许之子诞生

### 不可置信
耶和华再次重申亚伯拉罕与撒拉将有后裔，撒拉对于这个承诺感到不可置信。听到这话，躲在帐篷后的撒拉失笑，她和亚伯拉罕都已经年纪老迈。耶和华对他们说在耶和华岂有难事，撒拉必在明年生下一子。耶和华也重申只有撒拉所生的孩子才是上帝与亚伯拉罕立约作他后裔之子。

### 以撒诞生
到了翌年，撒拉生下一子，取名以撒；撒拉说：神使我喜笑，凡听见的必与我一同喜笑。又说谁能预先对亚伯拉罕说，撒拉要乳养孩子呢？因为在他年老的时候，我给他生了一个儿子。当时亚伯拉罕100岁，撒拉90岁。

## 撒拉与夏甲
以撒断乳的时候，亚伯拉罕为他举办了宴会。宴会上夏甲14岁的儿子以实玛利嘲笑以撒，使得撒拉很不高兴。她要求亚伯拉罕把夏甲母子赶走。亚伯拉罕为了孩子感到烦躁不安，他祷告上帝，耶和华命他听从撒拉的吩咐，同时许諾他的庶子以实玛利也会成为大国。第二天清早，亚伯拉罕拿了饼和一皮袋水，给了夏甲，打发她和以实玛利离开。

## 撒拉与亚比米勒
撒拉跟随亚伯拉罕迁居到加底斯和书珥中间的基拉耳。亚伯拉罕又重蹈在埃及的作风，把撒拉称为妹子，以防别人为了得到他美貌的妻子而杀害他。基拉耳的王亚比米勒把撒拉带去。耶和华在梦中警告亚比米勒不可玷污撒拉。亚比米勒招来亚伯拉罕问清楚后给了他一千银子，并且准许他在那里居住。亚伯拉罕为亚比米勒和他的妻子，及众女仆祷告，她们便能生育了。因为耶和华为撒拉的事，使得她们不能生育。

## 撒拉去世
撒拉活到127岁就去世了。亚伯拉罕非常悲痛，他向赫人琐辖的儿子以弗伦买了一块在迦南地幔利面前的麦比拉田间的洞作为家族坟墓，安葬了撒拉。

## 撒拉的孙儿与夏甲的孙女
撒拉的孙儿以扫娶了夏甲的孙女巴实抹为妻，繁衍以东的后代。
在创世记28：6-9，夏甲的孙女为玛哈拉；在创世记 36：3，这位女子的名字却是巴实抹。

## 撒拉杰出的后裔
撒拉的儿子以撒生了以扫和雅各。雅各生了12个儿子，各为以色列的12族长。
雅各的儿子利未有女先知米利暗，祭司亚伦和领袖摩西。
便雅悯族有扫罗王。
犹大支派则有大卫王和所罗门王。耶稣基督为犹大支派的后裔。

## 撒拉墓
位于希伯伦的麦比拉洞是犹太人除了圣殿之外的第二圣地。3700年前，亚伯拉罕向赫人琐辖的儿子以弗伦买下的墓地，内埋葬着旧约圣经上的3对先祖。他们分别是亚伯拉罕和撒拉；以撒和利百加，还有雅各和利亚。这墓园被犹太人视为宗族和宗教的圣地。